# Hämeenmaa-klass
Hämeenmaa-klass är en fartygsklass bestående av fartyg som används för minkrigsföring i den finska marinen. Fartygen Hämeenmaa (finska för Tavastland) och Uusimaa (finska för Nyland) byggdes 1992 vid Aker Finnyards varv i Raumo, Finland.

## Fartyg i klassen
| Fartyg    | Skeppsnummer | I tjänst |
| --------- | ------------ | -------- |
| Hämeenmaa | 2            | 1992     |
| Uusimaa   | 5            | 1992     |

## Galleri

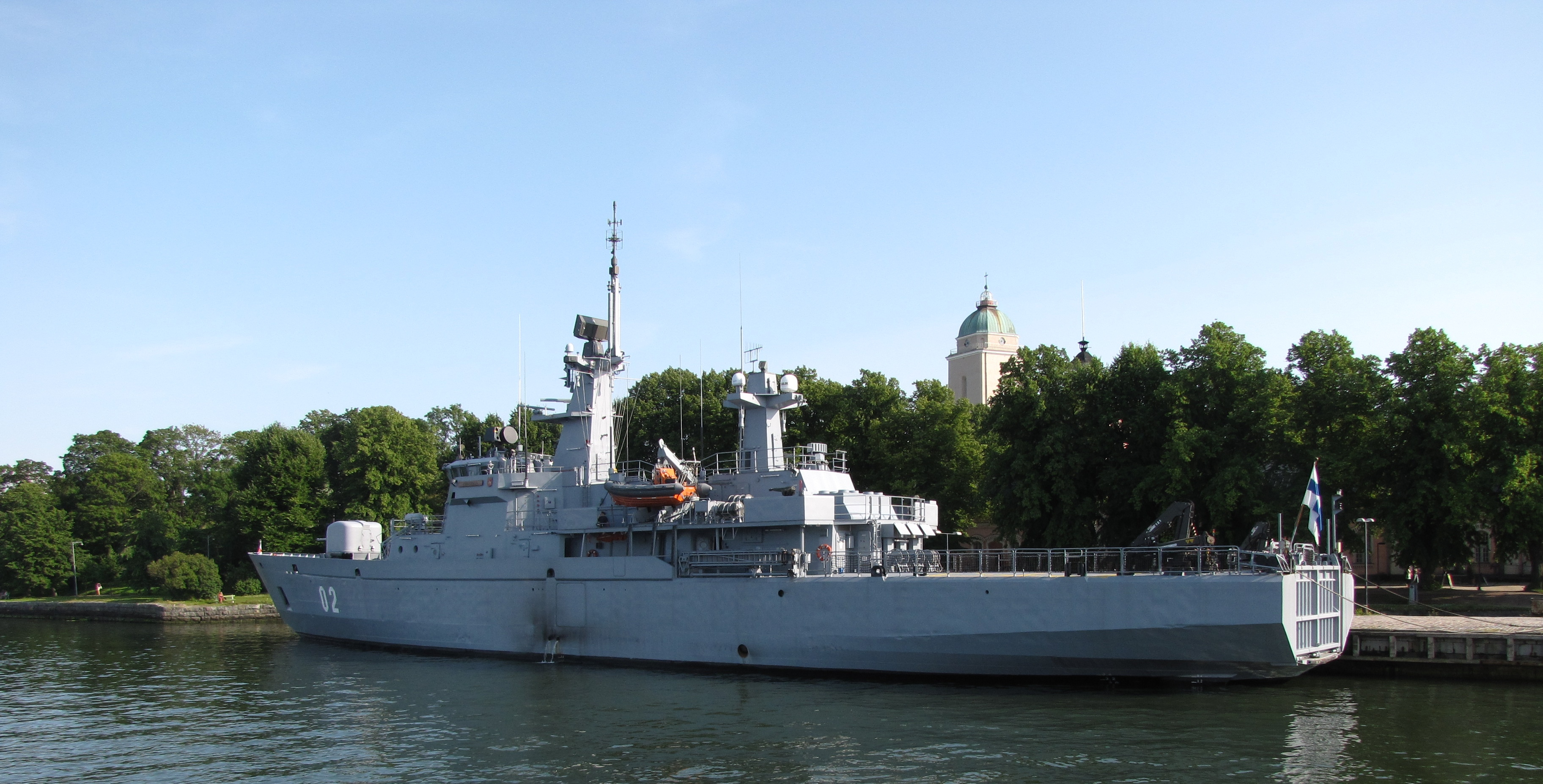
Hämeenmaa i Sveaborg.
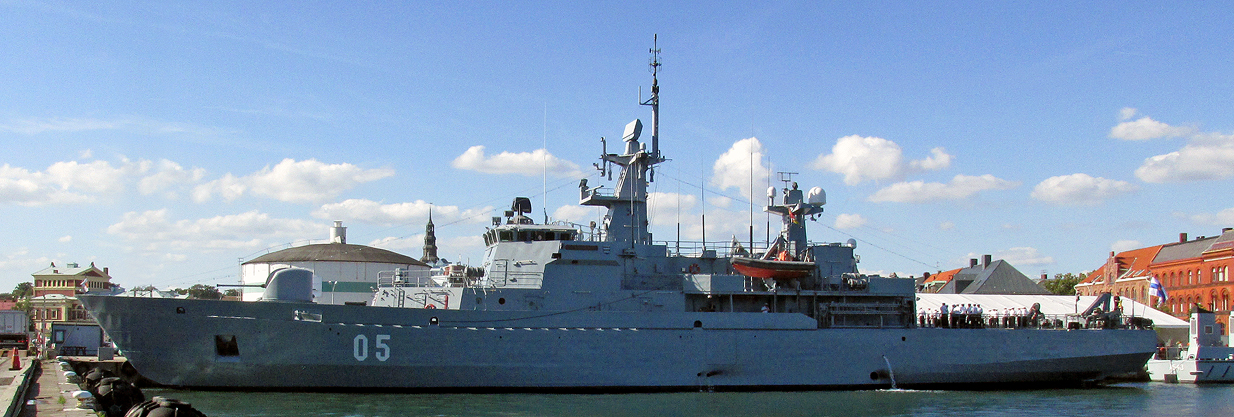
Uusimaa 05.  Ystad 5 augusti 2015.
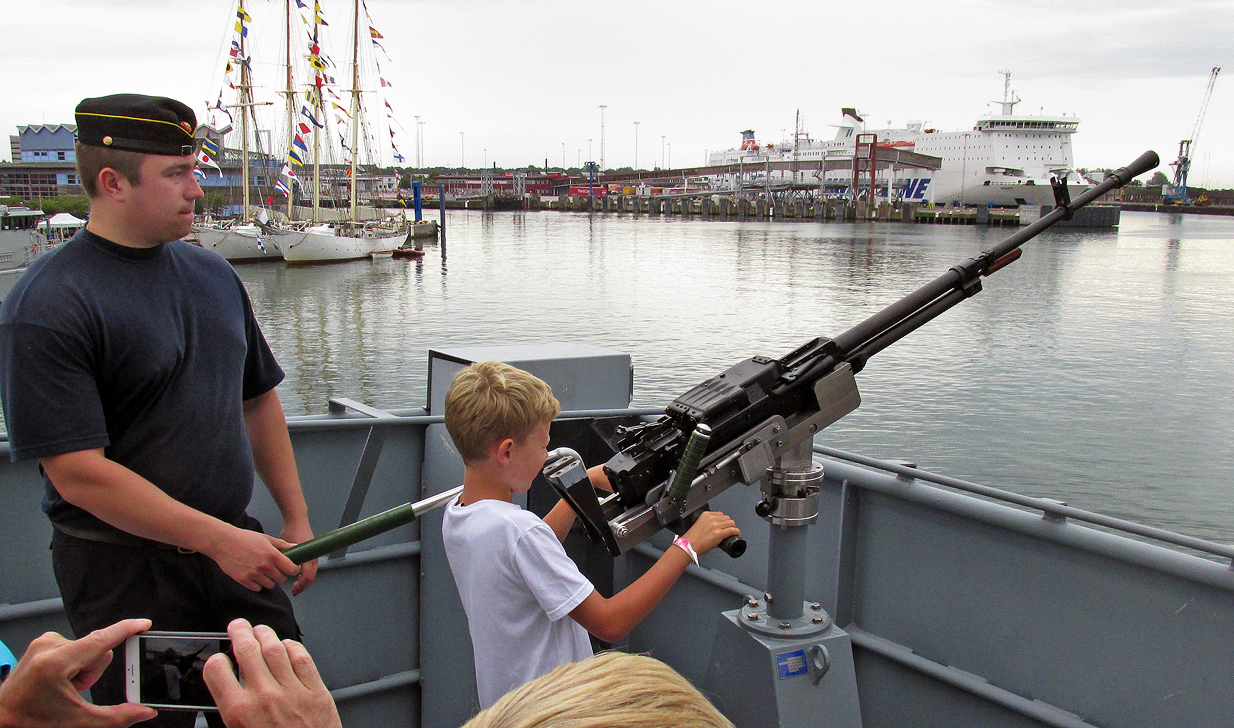
Kulspruta på Uusimaa 05.  Ystad 8 augusti 2015.